# 前720年
| 千纪： | 前1千纪 |
| 世纪： | 前9世纪 \| 前8世纪 \| 前7世纪 |
| 年代： | 前750年代 \| 前740年代 \| 前730年代 \| 前720年代 \| 前710年代 \| 前700年代 \| 前690年代 |
| 年份： | 前725年 \| 前724年 \| 前723年 \| 前722年 \| 前721年 \| 前720年 \| 前719年 \| 前718年 \| 前717年 \| 前716年 \| 前715年 |
| 纪年： | 己未年（雞年）；周平王宜臼五十一年；鲁隐公息姑三年；齐僖公禄父十一年；晋鄂侯郗四年；曲沃庄伯鱓十三年；秦文公四十六年；楚武王熊通二十一年；宋穆公和九年；卫桓公完十五年；陈桓公鲍二十五年；蔡宣公考父三十年；曹桓公终生三十七年；郑庄公寤生二十四年；燕穆侯九年；杞武公三十一年 |

## 大事記
- 2月22日，日食。
- 周鄭交質。
- 周平王崩，孙周桓王林立
- 周桓王計劃專任虢國君主为卿士，鄭莊公怒，命大夫祭足率軍割取溫邑（河南溫縣）麥田。秋，再率軍割取成周（河南洛陽）附近高粱。周朝與鄭國互相怨惡。
- 宋穆公卒，公子馮出奔鄭國，侄宋殤公與夷嗣位。

## 逝世
- 周平王宜臼，东周第一位国王（出生于前771年）